# Klaus Pohl
Klaus Pohl, né le 1er novembre 1883 à Vienne (en Autriche-Hongrie) et mort le 28 novembre 1958 à Garsten, en Haute-Autriche, est un acteur autrichien .

## Biographie
Fils d'un marchand, Klaus Pohl étudie à Vienne, d'abord à l'Institut de technologie, puis à l'Académie des Arts, où il suit les cours de peinture. En 1907, il s'oriente vers le théâtre, débute sur scène en 1908 et est engagé en 1909 au Stadttheater de Landshut, où il est également secrétaire. S'ensuivent des prestations théâtrales à Munich, Salzbourg et Berlin (entre autres au Berliner Theater et au Deutsches Theater). Il est aussi à l'occasion régisseur de théâtre.
Après avoir joué dans de nombreux films muets, Klaus Pohl s'investit plus encore à l'avènement du cinéma parlant comme acteur de soutien. Acteur plutôt discret, il incarne des marginaux de toutes sortes dans des films allemands, le facteur dans Auf Wiedersehn, Franziska (de), le libraire dans Achtung! Feind hört mit! (de) (1940) et un gnome dans Die drei Codonas (de).
Son rôle le plus important restera cependant celui de l'ingénieur Manfeldt dans le drame futuriste La Femme sur la Lune (Frau im Mond) de Fritz Lang en 1929.

## Filmographie partielle
- 1929 : La Femme sur la Lune de Fritz Lang
- 1931 : M le maudit de Fritz Lang
- 1932 : Der weiße Dämon de Kurt Gerron
- 1932 : Nous les mères de Fritz Wendhausen
- 1933 : Le Testament du docteur Mabuse de Fritz Lang
- 1934 : Liebe, Tod und Teufel de Heinz Hilpert
- 1935 : La Fille des marais de Douglas Sirk
- 1937 : Der Hund von Baskerville de Karel Lamač
- 1937 : Paramatta, bagne de femmes (Zu Neuen Ufern) de Detlef Sierck (nom de naissance de Douglas Sirk)
- 1937 : Madame Bovary de Gerhard Lamprecht
- 1938 : Pieux mensonge ou Mensonge de mère (Die fromme Lüge ) de Nunzio Malasomma
- 1940 : Bismarck de Wolfgang Liebeneiner
- 1940 : Les Rothschilds d'Erich Waschneck
- 1940 : Der Feuerteufel de Luis Trenker
- 1941 : L'Heure des adieux (en) (Auf Wiedersehn, Franziska) de Helmut Käutner
- 1942 : Andreas Schlüter de Herbert Maisch
- 1943 : Die goldene Spinne : Der Balettmeister der "Roten Mühle"
- 1943 : Fritze Bollmann wollte angeln : Lehrer Bockelmann
- 1943 : Le Roi du cirque : Stefan, le dresseur d'ours (non crédité)
- 1943 : Lumière dans la nuit (de) (Romanze in Moll) : Pawnbroker
- 1943 : Reise in die Vergangenheit : Portier im Konservatorium
- 1944 : Aufruhr der Herzen : Krösbacher
- 1944 : Das Hochzeitshotel :
- 1944 : Das war mein Leben : Schaffner
- 1944 : Der Mann, dem man den Namen stahl : Der Portier in Stundenhotel
- 1944 : Ein schöner Tag
- 1944 : Liebesbriefe
- 1944 : Mélusine de Hans Steinhoff
- 1944 : Moselfahrt mit Monika
- 1944 : Musik in Salzburg :
- 1944 : Spiel mit der Liebe
- 1944 : Um neun kommt Harald
- 1945 : Am Abend nach der Oper : Portier
- 1946 : Sous les ponts : l’employé du musée
- 1948 : Via Mala : Gast bei Bündner
- 1950 : Die Kreuzlschreiber : Fuhrwerkknecht (non crédité)
- 1951 : Herzen im Sturm : Fischer Karsch
- 1952 : L'Auberge du cheval blanc : Bettler Loidl
- 1953 : Der unsterbliche Lump
- 1954 : 08/15 de Paul May (pseudonyme de Paul Ostermayr) : Winziger
- 1954 : Feu d’artifice (Feuerwerk) de Kurt Hoffmann : Piepereit (non crédité)
- 1954 : Le Village du péché : Gemeindediener (non crédité)
- 1955 : Das Lied der Hohen Tauern :
- 1955 : Der Major und die Stiere : Stockbauer